# Райсман, Август
Август Райсман (в старых источниках Рейсман, нем. August Friedrich Wilhelm Reißmann; 14 ноября 1825, Франкенштайн, ныне Зомбковице-Слёнске, Польша — 1 декабря 1903, Берлин) — немецкий композитор, музыковед
 и музыкальный журналист.

## Биография
Учился в Бреслау у Иоганна Теодора Мозевиуса (теория), И. П. Люстнера (скрипка), Теодора Каля (виолончель) и других. В 1850—1852 гг. жил и работал в Веймаре, затем в Халле, в 1863—1880 гг. в Берлине, где в том числе в 1866—1874 гг. преподавал историю музыки в Консерватории Штерна. В 1875 г. в Лейпциге защитил докторскую диссертацию, затем работал в Висбадене и вновь в Берлине.
Написал оперы «Гудрун» (1871) и «Шорндорфская бургомистрша» (нем. Die Bürgermeisterin von Schorndorf; 1880), ораторию «Виттекинд» (1888), скрипичный концерт, ряд камерных, фортепианных и вокальных сочинений. Наибольший вклад в науку внёс книгой «История немецкой песни» (нем. Geschichte des deutschen Liedes; 1861, переиздание 1874). Автор многочисленных популярно-компилятивных книг по истории музыки, в том числе «Всеобщей истории музыки» (нем. Allgemeine Geschichte der Musik; 1863—1864, в трёх томах), «Иллюстрированной истории немецкой музыки» (нем. Illustrierte Geschichte der deutschen Musik; 1881, переиздание 1892), многократно переиздававшихся биографий Роберта Шумана, Феликса Мендельсона, Франца Шуберта, Йозефа Гайдна, И. С. Баха, Г. Ф. Генделя, К. В. Глюка, К. М. фон Вебера, Фридриха Лукса. Редактировал также ряд справочных изданий, в том числе (начиная с 7-го тома в 1876 г., после смерти Германа Менделя) «Musikalischen Konversations-Lexikon».